# Step One
Step One è il primo album in studio del gruppo musicale britannico Steps, pubblicato l'11 settembre 1998 dalla Jive Records.

## Tracce
1. Steptro – 0:56 (Mike Stock, Pete Waterman, Sara Dallin, Keren Woodward)
2. Last Thing on My Mind – 3:04 (Mike Stock, Pete Waterman, Sara Dallin, Keren Woodward)
3. 5,6,7,8 – 3:22 (Barry Upton, Steve Crosby)
4. One for Sorrow – 4:20 (Mark Topham, Karl Twigg, Lance Ellington)
5. Heartbeat – 4:24 (Jackie James)
6. This Heart Will Love Again – 3:48 (Andrew Frampton, Pete Waterman)
7. Experienced (H solo) – 3:27 (Mike Stock, Pete Waterman)
8. Too Weak to Resist (H solo) – 3:50 (Andrew Frampton, Pete Waterman)
9. Better Best Forgotten – 3:42 (Andrew Frampton, Pete Waterman)
10. Back to You – 4:04 (Mark Topham, Karl Twigg)
11. Love U More – 3:57 (Lucia Holm, Paul Cannell)
12. Stay with Me – 4:04 (Olga Lange, Craig Joiner, Anthony Mitman, Leigh Matty)

Tracce aggiunte nella versione australiana
1. One for Sorrow (W.I.P. remix) – 6:53 (Mark Topham, Karl Twigg, Lance Ellington)
2. Tragedy – 4:30 (Barry Gibb, Robin Gibb, Maurice Gibb)

### Versione americana
La versione dell'album pubblicata negli Stati Uniti d'America, pubblicata nel 2000, presenta una tracklist completamente differente, presentando 11 tracce comprendenti alcuni singoli estratti da Step One ma anche dal secondo album del gruppo, Steptacular. La copertina di questa versione è identica a quella per Steptacular.
1. Tragedy – 4:30 (Barry Gibb, Robin Gibb, Maurice Gibb)
2. Say You'll Be Mine – 3:33 (Andrew Frampton, Pete Waterman)
3. One for Sorrow (US Mix) – 3:30 (Mark Topham, Karl Twigg, Lance Ellington)
4. Last Thing on My Mind – 3:05 (Mike Stock, Pete Waterman, Sara Dallin, Keren Woodward)
5. 5,6,7,8 – 3:23 (Barry Upton, Steve Crosby)
6. Stay with Me – 4:04 (Olga Lange, Craig Joiner, Anthony Mitman, Leigh Matty)
7. Love's Got a Hold on My Heart – 3:20 (Andrew Frampton, Pete Waterman)
8. After the Love Has Gone – 4:35 (Mark Topham, Karl Twigg, Lance Ellington)
9. Heartbeat – 4:25 (Jackie James)
10. Deeper Shade of Blue – 4:16 (Mark Topham, Karl Twigg)
11. Better the Devil You Know – 3:48 (Mike Stock, Matt Aitken, Pete Waterman)

## Formazione
- Lee Latchford-Evans
- Claire Richards
- Lisa Scott-Lee
- Faye Tozer
- Ian "H" Watkins

## Classifiche

### Classifiche settimanali
| Classifica (1998-00) | Posizione massima |
| -------------------- | ----------------- |
| Australia            | 5                 |
| Belgio (Fiandre)     | 1                 |
| Giappone             | 19                |
| Nuova Zelanda        | 6                 |
| Paesi Bassi          | 33                |
| Regno Unito          | 2                 |
| Stati Uniti          | 79                |
| Svezia               | 46                |
| Taiwan               | 9                 |

### Classifiche di fine anno
| Classifica (1998) | Posizione |
| ----------------- | --------- |
| Australia         | 35        |
| Belgio (Fiandre)  | 4         |
| Regno Unito       | 13        |
| Classifica (1999) | Posizione |
| Belgio (Fiandre)  | 28        |
| Nuova Zelanda     | 30        |
| Regno Unito       | 16        |